# Episodi de I miei due papà (prima stagione)
La prima stagione della serie televisiva I miei due papà è stata trasmessa in anteprima negli Stati Uniti d'America dalla NBC tra il 20 settembre 1987 e il 14 agosto 1988.
| nº | Titolo originale                       | Titolo italiano | Prima TV USA      | Prima TV Italia |
| -- | -------------------------------------- | --------------- | ----------------- | --------------- |
| 1  | Pilot                                  |                 | 20 settembre 1987 |                 |
| 2  | Soho's by You?                         |                 | 27 settembre 1987 |                 |
| 3  | Crime and Punishment                   |                 | 4 ottobre 1987    |                 |
| 4  | Nicole's First Date                    |                 | 18 ottobre 1987   |                 |
| 5  | Friends and Lovers                     |                 | 25 ottobre 1987   |                 |
| 6  | Whose Night Is It, Anyway?             |                 | 1º novembre 1987  |                 |
| 7  | Once a Son                             |                 | 8 novembre 1987   |                 |
| 8  | Sex, Judge, and Rock & Roll            |                 | 15 novembre 1987  |                 |
| 9  | The Artful Dodger                      |                 | 29 novembre 1987  |                 |
| 10 | Quality Time                           |                 | 6 dicembre 1987   |                 |
| 11 | 'Tis the Season                        |                 | 20 dicembre 1987  |                 |
| 12 | The Only Child                         |                 | 3 gennaio 1988    |                 |
| 13 | Joey's Mother-In-Law                   |                 | 10 gennaio 1988   |                 |
| 14 | Nicole in Charge                       |                 | 17 gennaio 1988   |                 |
| 15 | The Wedge                              |                 | 7 febbraio 1988   |                 |
| 16 | Advice and Consent                     |                 | 14 febbraio 1988  |                 |
| 17 | She'll Get Over It                     |                 | 21 febbraio 1988  |                 |
| 18 | Michael's Sister Comes Over and Visits |                 | 28 febbraio 1988  |                 |
| 19 | Nicole's Big Adventure                 |                 | 19 marzo 1988     |                 |
| 20 | My Fair Joey                           |                 | 28 marzo 1988     |                 |
| 21 | The Family in Question                 |                 | 9 maggio 1988     |                 |
| 22 | Friends of the Family                  |                 | 14 agosto 1988    |                 |